# Стокгольм (Нью-Йорк)
Стокгольм (англ. Stockholm) — місто (англ. town) в США, в окрузі Сент-Лоуренс штату Нью-Йорк. Населення — 3816 осіб (2020).

## Демографія
Згідно з переписом 2010 року, у місті мешкало 3665 осіб у 1462 домогосподарствах у складі 1017 родин. Було 1654 помешкання
Расовий склад населення:
| - 97,1 % — білих - 1,0 % — корінних американців - 0,3 % — азіатів - 0,1 % — чорних або афроамериканців |

До двох чи більше рас належало 1,3 %. Частка іспаномовних становила 1,0 % від усіх жителів.
За віковим діапазоном населення розподілялося таким чином: 24,1 % — особи молодші 18 років, 62,0 % — особи у віці 18—64 років, 13,9 % — особи у віці 65 років та старші. Медіана віку мешканця становила 40,3 року. На 100 осіб жіночої статі у місті припадало 104,9 чоловіків;  на 100 жінок у віці від 18 років та старших — 100,4 чоловіків також старших 18 років.
Середній дохід на одне домашнє господарство  становив 49 474 долари США (медіана — 40 804), а середній дохід на одну сім'ю — 52 650 доларів (медіана — 48 750). Медіана доходів становила 37 500 доларів для чоловіків та 40 203 долари для жінок. За межею бідності перебувало 17,8 % осіб, у тому числі 33,1 % дітей у віці до 18 років та 4,9 % осіб у віці 65 років та старших.
Цивільне працевлаштоване населення становило 1637 осіб. Основні галузі зайнятості: освіта, охорона здоров'я та соціальна допомога — 25,9 %, науковці, спеціалісти, менеджери — 15,4 %, роздрібна торгівля — 12,2 %, будівництво — 10,2 %.